# 老人埃蒙德
埃蒙德·斯萊默（瑞典語：Emund slemme；？—1060年），因為他即位時年事已高，又名老人埃蒙德（瑞典語：Emund den gamle）。烏普薩拉王朝的開創者勝利者埃里克的孫子、奧洛夫·舍特康努格的兒子、第三任國王阿農德·雅各布的庶兄，母親為奧洛夫·舍特康努格的妾侍厄德拉（約979年－1035年），第四任史載的瑞典國王（1050年至1060年） 。挪威國王奧拉夫二世的妻子阿斯特里德是埃蒙德的同父同母妹妹。

## 生平
1050年，阿農德·雅各布死後無嗣，埃蒙德·斯萊默繼承王位。根據西約塔蘭法的記載，埃蒙德·斯萊默一旦定下目標，便會不理會別人的意見。他多次拒絕不來梅大主教派來的祭司人選以來自英格蘭的奥斯蒙德斯為斯卡拉大主教以令瑞典獨立於漢堡和不來梅大主教阿德爾伯特。1060年，埃蒙德·斯萊默逝世，因為他的獨生子早於戰爭中被殺，只好以女婿斯滕克爾為繼承人，蒙索王朝或烏普薩拉王朝自此告終。